# Caso Spiniak
El Caso Spiniak corresponde a un proceso judicial por estupro, prostitución infantil y producción de material pornográfico, iniciado durante 2003 en Chile. Este comenzó cuando el empresario Claudio Spiniak fue detenido por Carabineros debido a su participación en redes de pederastia en Santiago de Chile. Spiniak fue condenado por los cargos, y estuvo preso durante una década en la Cárcel de Alta Seguridad de Santiago.
El caso alcanzó gran repercusión por la supuesta implicación de tres senadores: Jovino Novoa, Carlos Bombal y Nelson Ávila, quienes finalmente fueron exculpados; y por el comportamiento contrario a la ética de diversos medios periodísticos en el tratamiento de este.

## Desarrollo del caso
Claudio Jaime Spiniak Vilensky (Santiago, 13 de septiembre de 1948) es un empresario chileno de origen judío, hijo de Miguel Spiniak y Fanny Vilensky, ambos inmigrantes alemanes. Estaba casado con Verónica Isabel Bercovich Cohen, con quien tiene un hijo y una hija.
Claudio Spiniak Vilensky fue detenido el 17 de diciembre de 2002 en la rotonda Lo Curro, en la comuna de Vitacura, en Santiago de Chile, junto al productor de ballet Patricio Egaña y a Luis Acevedo, inicialmente bajo los cargos de narcotráfico y tenencia ilegal de armas, y recuperó su libertad el 13 de julio de 2003. Sin embargo, el 30 de septiembre fue nuevamente detenido, esta vez acusado de integrar una red de pedófilos, a lo que posteriormente se le sumaría la acusación por facilitación a la prostitución y abuso sexual de menores de edad.
El 13 de octubre de 2003 asumió el caso el ministro de la Corte de Apelaciones de Santiago Daniel Calvo. Tras la salida de Calvo, fue designado en su lugar el ministro Sergio Muñoz, el 7 de noviembre de 2003. Muñoz fijó en enero de 2004 como potenciales víctimas a 25 adolescentes. El 14 de marzo de 2006 tomó la causa el ministro Manuel Valderrama, dado que Sergio Muñoz asumió como ministro de la Corte Suprema.
Claudio Spiniak, el principal inculpado, fue condenado por Valderrama —ejerciendo como juez del 33º Juzgado del Crimen de Santiago—, el 10 de agosto de 2006, a 5 años de cárcel por cuatro abusos sexuales. El Consejo de Defensa del Estado recurrió de casación en la forma contra la sentencia, y la Corte de Apelaciones de Santiago elevó la condena a siete años y medio. El Servicio Nacional de Menores (Sename) interpuso un recurso de casación en la forma y en el fondo ante la Corte Suprema, la cual finalmente anuló la sentencia del tribunal de segunda instancia el 7 de agosto de 2008, y dictó una sentencia de reemplazo, donde agregó cargos por abuso a un quinto menor y fijó la pena de Spiniak en 12 años de presidio.
Posteriormente, Spiniak se vio beneficiado con la rebaja de su pena a 10 años, saliendo con libertad el 16 de diciembre de 2013.

## Controversias

### Acusaciones a senadores

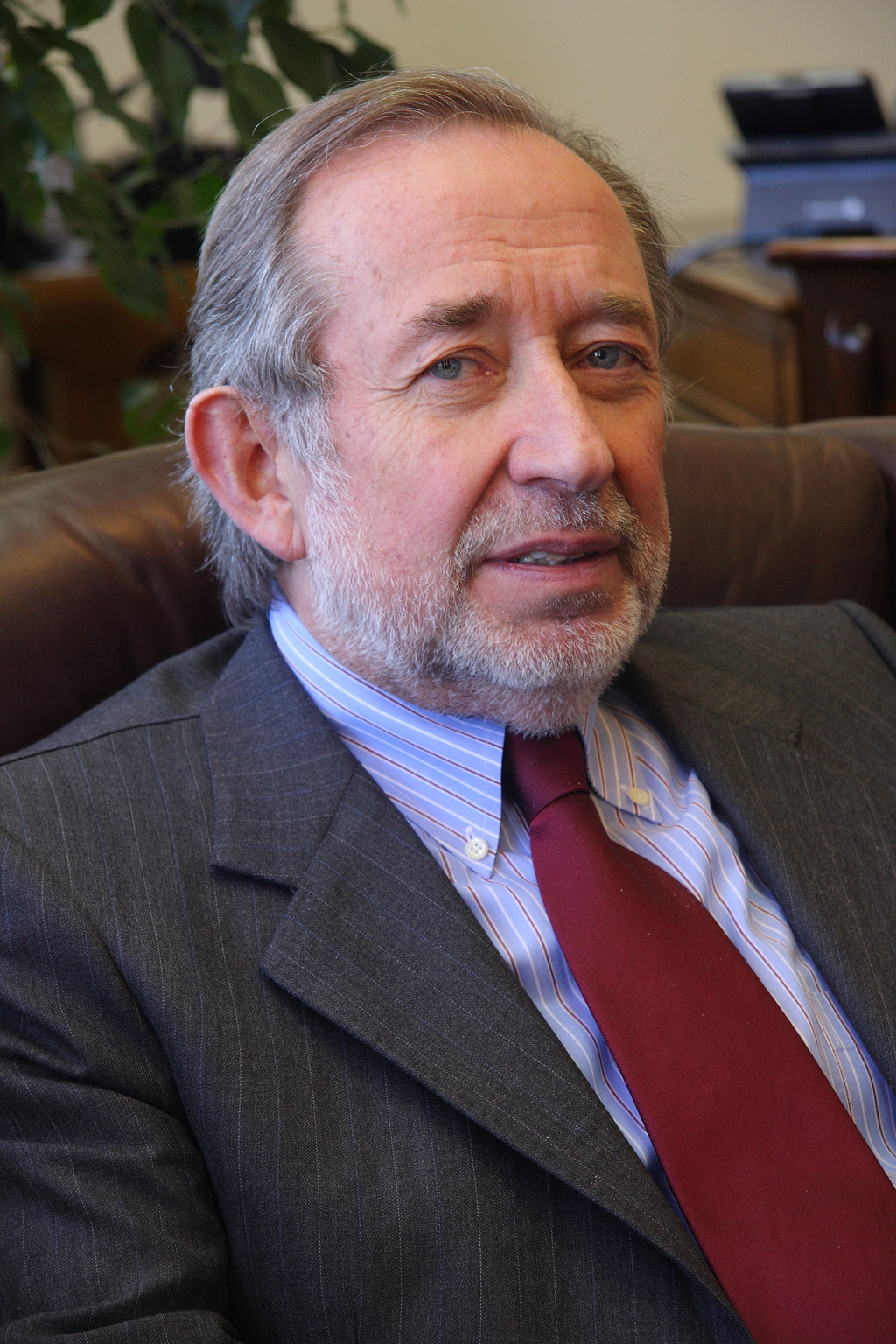
Jovino Novoa, uno de los políticos involucrados en el caso.

#### La acusación de Pía Guzmán
El caso comenzó a adquirir importancia nacional cuando la diputada Pía Guzmán acusó en una conferencia de prensa, en octubre de 2003, a tres parlamentarios, sin revelar nombres, de estar involucrados en una red de pedofilia encabezada por el empresario Claudio Spiniak. Según su declaración, los parlamentarios supuestamente involucrados eran dos senadores de la Alianza por Chile y uno del Partido Demócrata Cristiano (PDC). Un artículo del escritor Pablo Huneeus acusó posteriormente a los senadores Carlos Bombal y Jovino Novoa, ambos de la Unión Demócrata Independiente (UDI), de ser los aludidos por Guzmán.
La UDI se querelló contra la parlamentaria por injurias y calumnias, y posteriormente solicitó al juez de la causa que citara a Guzmán para que aclarase la fuente de su denuncia contra sus senadores. En 2004, la justicia falló a favor de Guzmán, afirmando que sus declaraciones no tenían connotación jurídico penal.

#### Gema Bueno, la «testigo clave»
El 19 de noviembre de 2003, Canal 13 emitió una entrevista a la menor entonces conocida como "G.B." —iniciales de Gema Bueno— que a partir de ese momento fue considerada por la prensa como «testigo clave» en el caso. En su declaración, Bueno entregó antecedentes acabados de las fiestas de Spiniak y describió el cuerpo desnudo de un parlamentario —sin nombrarlo— con todas sus señas físicas (genitales y una marca en la espalda), que supuestamente concordaban con las características de Jovino Novoa; posteriormente, en sus declaraciones judiciales, Bueno identificó expresamente a Novoa como uno de los participantes de las fiestas. En la entrevista, Bueno también describió a "Ricardito", aludiendo al exsenador del Partido por la Democracia (PPD) Nelson Ávila.
La versión de la llamada «testigo clave» fue cuestionada por la psiquiatra María Luisa Cordero, médico tratante de Gema Bueno, quien la calificó como «mitómana». A pesar de ello, Bueno —quien era respaldada por el entonces sacerdote José Luis Artiagoitía (apodado el "cura Jolo")— reiteró sus acusaciones el 21 de abril de 2004, en una declaración ante el juez Sergio Muñoz, diciendo que «alguna vez estuvo con quien ahora reconozco como el senador Jovino Novoa, por un período que no puedo precisar».
El 12 de agosto de 2004, Gema Bueno confesó en una entrevista al diario La Tercera haber mentido en sus acusaciones a Novoa y Ávila, y admitió que Artiagoitía la había incitado a hacerlo, «para ayudar a la Pía Guzmán, porque ya se la estaban casi que comiendo viva (sic)». Bueno fue procesada por falso testimonio, junto con José Luis Artiagoitía, como inductor. Ambos fueron condenados en 2006, a tres años y un día de presidio, pero se les concedió el beneficio alternativo de la libertad vigilada por un período de cuatro años.

#### El menor «L.Z.» y Guido Girardi
En enero de 2004, el entonces diputado Guido Girardi se vio envuelto en el caso, al facilitar una declaración en televisión de un menor de edad de iniciales «L.Z.», donde relatara la supuesta vinculación de parlamentarios de la UDI como clientes de la red de pedofilia, lo que posteriormente no solo resultó ser falso, sino que además, se descubrió que habría ofrecido unas zapatillas al testigo falso por su testimonio.

### Salida del juez Calvo
En medio de la efervescencia mediática, Chilevisión y la revista Plan B, realizaron una serie de entrevistas y reportajes en donde se cuestionaba la idoneidad del juez que llevaba la causa, Daniel Calvo.
El 5 de noviembre de 2003, Calvo declaró ser víctima de un intento de extorsión encubierta por parte de un funcionario de un sauna frecuentado por homosexuales, que habría grabado junto a un equipo de Chilevisión una conversación privada, en donde el juez reconocía su asistencia a ese local. A pesar de que ello no tenía relación con el caso Spiniak, Calvo fue removido de la causa, suspendido por 4 meses de su cargo de ministro de la Corte de Apelaciones de Santiago, y trasladado a la 4.ª Fiscalía Judicial de dicha corte, asumiendo funciones auxiliares.

## Consecuencias

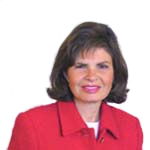
Pía Guzmán Mena, diputada que acusó a parlamentarios de estar involucrados en el caso.

### En la política
A pesar de que nunca se pudo vincular un político a los delitos investigados, este caso remeció las estructuras de la política chilena, principalmente dentro de la coalición centroderechista Alianza por Chile, compuesta por la Unión Demócrata Independiente (UDI) y Renovación Nacional (RN); esto porque la diputada Pía Guzmán Mena (RN) fue quien acusó inicialmente a los senadores de la UDI.
Se consideran como efectos políticos de este conflicto, la debacle de la Alianza en las elecciones municipales de 2004, y la división de ambos partidos que terminaría por levantar dos candidaturas diferentes en la elección presidencial de 2005, con Sebastián Piñera como candidato de RN, y Joaquín Lavín como abanderado de la UDI.
Por su rol en las acusaciones a militantes de la UDI, RN decidió no renovar su cupo parlamentario a Pía Guzmán en las elecciones parlamentarias de 2005. Desde su salida de la Cámara de Diputados, Guzmán se ha mantenido marginada de la política.

### En la prensa
El Caso Spiniak provocó varias consecuencias en los medios de comunicación chilenos por la publicación de falsos testimonios relacionados con el caso.
Canal 13, la estación televisiva que emitió la primera entrevista a Gema Bueno, fue demandada por Jovino Novoa por difundir las acusaciones en su contra en julio de 2004. A mediados de ese año, y tras la aceptación de haber cometido falso testimonio por parte de Bueno, el 8 de septiembre se leyó una declaración oficial del Canal en su noticiero Teletrece, donde lamentaron los hechos y aseguraron haber actuado de buena fe, mientras que el director de Prensa de la emisora, Nicolás Vergara, fue removido de su cargo. En marzo de 2005, Novoa y Canal 13 pusieron fin al juicio con un acuerdo extrajudicial.
Otros de los hechos que se señalan como consecuencias indirectas del caso Spiniak fueron la salida de Alberto Luengo de La Nación, medio donde se desempeñaba como Director; la venta del semanario Siete+7 a COPESA, grupo empresarial propietario del matutino La Tercera; la transformación de la revista Qué Pasa; y cambios en la línea editorial del periódico El Mercurio.

### Otros
- Los Carabineros Claudio Palma y Mauricio Madrigal, investigadores primarios del caso, fueron inicialmente condecorados por su desempeño; sin embargo, luego fueron dados de baja por incumplimiento de deberes militares. La razón fue la falta de 22 vídeos (con los invitados a las fiestas de Spiniak) y de no coordinar sus acciones con la General Georgina Ayala, de la 48ª Comisaría de Asuntos de la Familia.[6]